# Eagleheart
Eagleheart는 파워 메탈 밴드 스트라토바리우스의 2002년 싱글 앨범이다. 앨범 Elements Pt.1에서 싱글커트되었다.

## 수록곡
전체 작사·작곡: 티모 톨키
| #             | 제목                    | 재생 시간 |
| ------------- | ----------------------- | --------- |
| 1.            | 〈"Eagleheart"〉        | 3:50      |
| 2.            | 〈"Run Away"〉          | 4:54      |
| 3.            | 〈"Eagleheart"〉 (데모) | 3:30      |
| 총 재생 시간: | 총 재생 시간:           | 12:14     |

## 구성원
- 티모 코티펠토 -보컬
- 티모 톨키 - 기타
- 야리 카이누라이넨 - 베이스
- 옌스 요한슨 - 키보드
- 요르그 미하일 - 드럼